# Харьковский областной совет

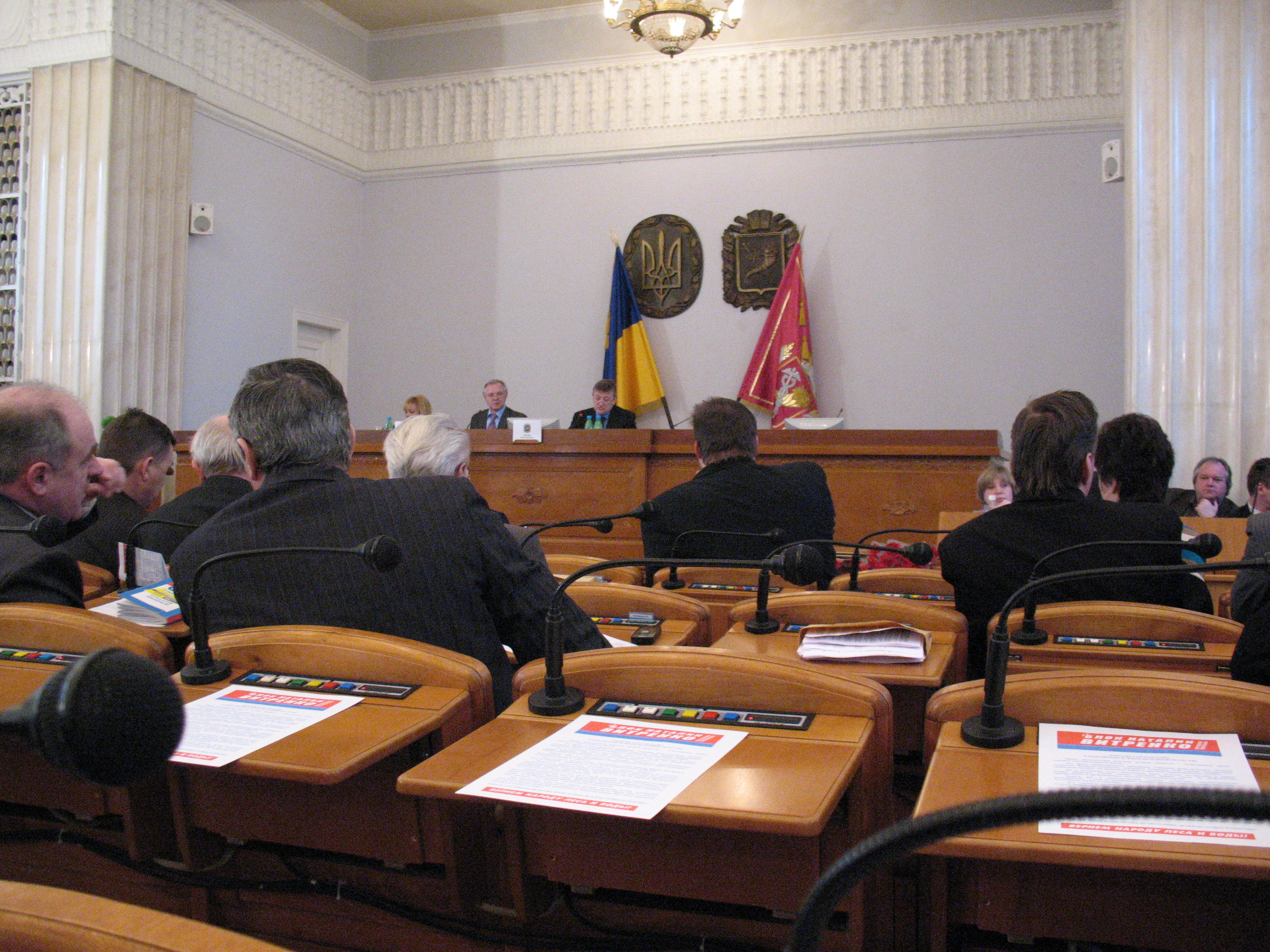
Сессия Харьковского областного совета, 17 апреля 2011 года

Харьковский областной совет — представительный орган местного самоуправления Харьковской области.
Действует в соответствии с Конституцией Украины, законом «О местном самоуправлении на Украине» (укр. Про місцеве самоврядування в Україні) и другими законами.
Областной совет состоит из депутатов, которые выбираются населением Харьковской области сроком на пять лет.
Работа совета ведётся сессионно. Сессии состоят из пленарных заседаний и заседаний её постоянных комиссий.
Совет выбирает постоянные и временные комиссии.

## Главы харьковского областного совета
- Василий Денисович Кузьменко, февраль 1932 года — март 1933 года.
- Илья Савельевич Шелехес, март 1933 года — 9 июня 1934 года.
- Иван Фёдорович Федяев, 9 июня 1934 года — 1935 года.
- Григорий Кононович Прядченко, 1935—1937 годы.
- Григорий Прокофьевич Бутенко, 1938 год — январь 1940 года.
- Пётр Григорьевич Свинаренко, 8 января 1940 года — 1942 год.
- Иван Митрофанович Волошин, 1944 год — 1952 год.
- Дмитрий Петрович Писнячевский, 1954 год — 1968 год в 1963 — декабре 1964 года глава сельского облисполкома.
- Константин Ананьевич Трусов, 1963 — декабрь 1964 года.
- Андрей Павлович Бездетко, 1968 год — март 1983 года.
- Александр Степанович Масельский, март 1983 года — апрель 1990 года.
- Юрий Иванович Титов, 17 апреля 1990 года — 21 января 1991 года.
- Александр Степанович Масельский, 21 января 1991 года — 21 апреля 1992 года, 26 июня 1994 года — 12 апреля 1996 года.
- Владимир Николаевич Тягло, 21 апреля 1992 года — апрель 1994 года, июль 1996 года — февраль 2002 года.
- Алексей Николаевич Колесник, 6 апреля 2002 года — 8 декабря 2004 года.
- Евгений Петрович Кушнарёв, 8 декабря 2004 года — 27 января 2005 года.
- Олег Владимирович Шаповалов, 15 февраля 2005 года — 28 апреля 2006 года.
- Василий Викторович Салыгин, 28 апреля 2006 года — 7 октября 2008 года.
- Сергей Иванович Чернов, 7 октября 2008 года — 11 декабря 2020 года.
- Артур Эдмарович Товмасян, с 11 декабря 2020 года — 19 августа 2021 года.
- Татьяна Егорова-Луценко, с 19 августа 2021 года.

## Издания Харьковского областного совета
- Слобожанский край (укр. Слобідський край).